# Borionac
Borionac de Mirandòl (en francès Mirandol-Bourgnounac) és un municipi del departament francès del Tarn, a la regió d'Occitània.

## Demografia
| 1962                                       | 1968  | 1975  | 1982  | 1990  | 1999  | 2007  |
| ------------------------------------------ | ----- | ----- | ----- | ----- | ----- | ----- |
| 921                                        | 1.033 | 1.091 | 1.095 | 1.110 | 1.085 | 1.065 |
| Des de 1962: població sense dobles comptes |       |       |       |       |       |       |

## Administració
| Període   | Identitat       | Partit |
| --------- | --------------- | ------ |
| 1995-2001 | François Martin |        |
| 2001-     | Robert Assié    |        |